# Hanyczi
Hanyczi (ukr. Ганичі) – wieś na Ukrainie, w obwodzie zakarpackim, w rejonie tiaczowskim, w hromadzie Neresnycia. W 2001 liczyła 4986 mieszkańców, spośród których 3924 wskazało jako ojczysty język ukraiński, 46 rosyjski, 1 węgierski, 8 rumuński, 4 białoruski, 1 słowacki, a 2 inny.